# Жерар Депардје
Жерар Ксавје Марсел Депардје (фр. Gérard Xavier Marcel Depardieu, /ʒeʁaʁ dəpaʁdjø/ⓘ; Шатору, 27. децембар 1948) француски је глумац, режисер и бизнисмен.

## Биографија

### Лични живот

#### Држављанства и политика
Одрекао се француског држављанства, децембра 2012. године, услед пореза од 75% за оне који зарађују преко милион евра годишње. Добио је држављанство Русије у јануару 2013. године, а истог месеца је постао културни амбасадор у Црној Гори.

## Одабрана филмографија
Један је од најплоднијих актера у историји филма, пошто је завршио око 170 филмова од 1967. године.
| Година | Српски назив                           | Изворни назив            | Награда                                                                          |
| 1974   | Жена са Ганга                          | La femme du Gange        |                                                                                  |
| 1976   | Двадесети век                          | Novecento                |                                                                                  |
| 1980   | Последњи метро                         | Le dernier métro         | Награда Цезар за најбољег главног глумца                                         |
| 1985   | Полиција                               | Police                   | Филмски фестивал у Венецији, награда за најбољег глумца                          |
| 1990   |                                        | Cyrano de Bergerac       | Кански филмски фестивал, најбољи глумац Награда Цезар за најбољег главног глумца |
| 1991   | Зелена карта                           | Green Card               | Награда Златни глобус, најбољи глумац                                            |
| 1995   | Анђели чувари                          | Les Anges gardiens       |                                                                                  |
| 1998   | Човек са гвозденом маском              | The Man in the Iron Mask |                                                                                  |
| 2000   | 102 далматинца                         | 102 Dalmatians           |                                                                                  |
| 2004   | Ћерка мускетара                        | La Femme Musketeer       |                                                                                  |
| 2007   | Живот у ружичастом                     | La Vie en rose           |                                                                                  |
| 2010   | Мамут                                  | Mammuth                  | Номинација за награду Цезар за најбољег главног глумца                           |
| 2011   | Распућин                               | Raspoutine               |                                                                                  |
| 2012   | Рђа и кост                             | De rouille et d'os       |                                                                                  |
| 2012   | Пијев живот                            | Life of Pi               |                                                                                  |
| 2012   | Asterix and Obelix: God Save Britannia |                          |                                                                                  |

## Награде и номинације
Два пута је освојио награду Цезар за најбољег глумца, као и један Златни глобус за најбољег глумца у играном филму (мјузикл или комедија).